# Yuri Shimai
Yuri Shimai (jap. 百合姉妹) – japoński kwartalnik z mangami yuri, wydawany od 28 czerwca 2003 do 17 listopada 2004 nakładem wydawnictwa Sun Magazine. Liczył łącznie 5 numerów. Ukazywał się w czasie, kiedy tylko niewielka liczba czasopism publikowała prace o tematyce yuri (lesbijskiej). Ilustracje okładek wykonała Reine Hibiki, ilustratorka light novel Maria-sama ga miteru.
Od lipca 2005 wydawnictwo Ichijinsha wydaje magazyn „Comic Yuri Hime”, który stał się bezpośrednim następcą „Yuri Shimai”, a także zawiera mangi wielu autorów pierwotnie w nim działających.